# Cantonul La Ravoire
Cantonul La Ravoire este un canton din arondismentul Chambéry, departamentul Savoie, regiunea Rhône-Alpes, Franța.

## Comune
- Barberaz
- Challes-les-Eaux
- La Ravoire (reședință)
- Saint-Baldoph
- Saint-Jeoire-Prieuré